# 약수교통
약수교통(藥水交通)은 서울특별시의 마을버스 회사이다. 사무실과 차고지는 서울특별시 성북구 정릉로 57-1 (정릉동)에 있다.

## 약력
- 1990년대: 평창마을버스(平倉―)라는 상호로 회사 설립
- 2007년 사명을 기존의 평창마을버스에서 평창운수로, 다시 평창운수에서 약수교통으로 변경하였다.
- 2010년 MBC 뉴스데스크 "위기의 마을버스" 편에 업체 대표가 출연하여 마을버스 업체의 어려움에 관해 인터뷰하였다.

## 운행 노선
- ● 종로06번: 평창동 ↔ 평창동 (구 종로마을 1번)
- ● 종로13번: 평창동 ↔ 부암슈퍼
- ● 성북20번: 고려대역 ↔ 성신여대입구역

## 보유 차량
자일대우버스
- 자일대우 레스타
- 자일대우 NEW BS090

현대자동차
- 현대 E-카운티
- 현대 뉴 카운티

KGM커머셜
- 에디슨모터스 스마트 093

하이거 버스
- 하이거 하이퍼스 1609 EV